# Tyvenes jul
Tyvenes jul (originaltitel: Tjuvarnas jul) er en svensk tv-julekalender. Den blev vist på SVT fra 1. december til 24. december 2011. 
I Danmark blev den vist på Danmarks Radio's børnekanal DR Ramasjang i decembermåned år 2012.

## Handling
Serien omhandler tyven Kurt (Gustaf Hammarsten), som møder sin otteårige datter Charlie (Tea Stjärne) midt i juletiden. Historien foregår i et Charles Dickens lignende univers i 1800-tallets miljøomgivelser. Kurt er medlem af en tyvebande, der kalder sig for Gavehapserne, hvilket bliver ledet af den ondskabsfulde Madame Skurk. Egentlig er det blot Madame Skurk, som er ond, mens resten af bandens medlemmer undertrykkes af hendes handlinger. Det viser sig snart, at Madame Skurk selv går og samler på de allermest kostbare stjålne tyvekoster, som hun efterfølgende gemmer i et skatkammer. 
Da pigen Charlie slutter sig til Gavehapserne, på det præmis at Kurt også forbliver i tyvebanden, viser det sig hurtigt, at hun er både smartere og klogere end de resterende medlemmer i Gavehapserne, og takket været denne snilde, begynder en tryg tilværelse at indordne sig for for Kurt. Ved hjælp fra Charlie møder Kurt Gerda, som han senere forlover sig med. Charlie ser selv Gerda som en mulig mor for sig og Kurt som sin far. 
Kurt får efterhånden mere opmærksomhed fra autoriteterne , hvilket tildeler ham et job som julemand i byens store varehus. Han bliver ansat af den barske og anmassende direktørs kone af varebutikken. Men efter noget tid viser det sig, at direktørens kone ikke blot er usympatisk men ligeledes en skurk, faktisk er hun værre end Madame Skurk. Direktørens kone benytter byens børnehjem til slavearbejde, hvilket hun selv tjener store penge på. 
Charlie beslutter at sætte en stopper for direktørens kones ondskabsfulde slavearbejde på børnehjemmet, men dette vil kun lykkes med en hjælpende hånd fra både Kurt og Gerda. Dog er dette ikke en kamp, der kan vindes uden forhindringer. Både byens politi, de såkaldte "sorthjelme", og direktørens kone af varehuset vil ikke uhæmmet lade Charlies redningsplaner blive ført ud i livet. 